# 麝牛
麝牛（學名：Ovibos moschatus）是麝牛属的唯一物种，属于偶蹄目牛科。

## 分布
原生分布在加拿大北極地區和格陵蘭島，小種群引進瑞典，西伯利亞，挪威和阿拉斯加。
主要生活在加拿大和格陵兰岛北部北极地区。阿拉斯加的原生種麝牛已於十九世紀滅絕，目前見到的麝牛為後來引進的結果。

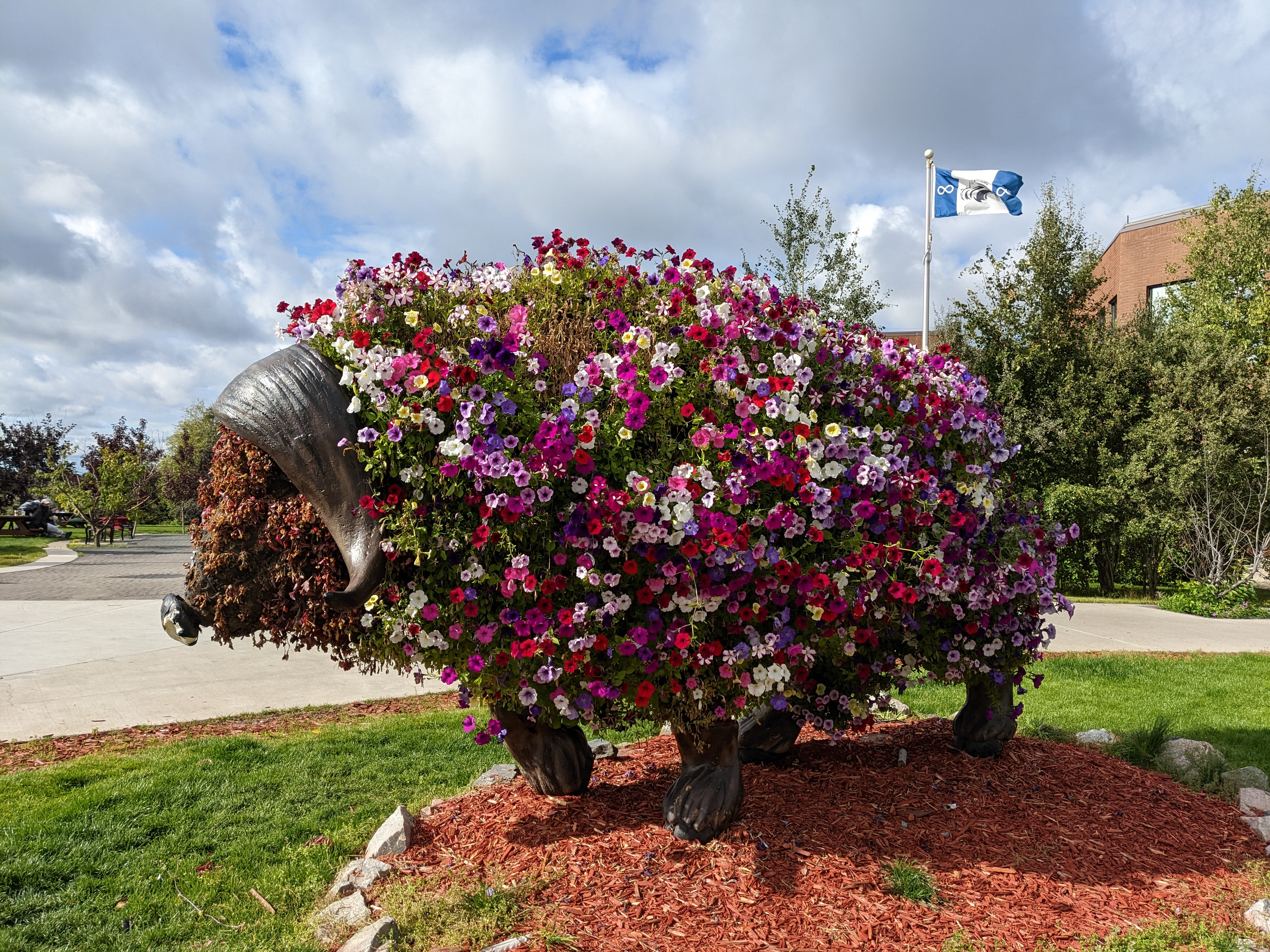
擺放於黃刀鎮市政府前的麝牛塑像，因英語「Muskox」有伊隆·馬斯克的「Musk」發音，取名為「Elon Muskox」。

## 习性
因為雄性麝牛在交配季節時會散發強烈的氣味而得名。雌雄都有寬大的角，向下斜長的毛皮，可以讓雪順利滑落。

## 分类
本种是羚牛的近亲，都属于羊亚科羊牛族，尽管像牛，但是许多方面都更像羊，可以说是一种超大型的野羊。

## 體型
體長1.9至2.3公尺，體重200至410公斤。

## 外交礼品
1972年2月，美国总统尼克松访华，中国向美国赠送一对大熊猫玲玲和兴兴。美国代表团则将旧金山动物园的两头麝牛赠送给中国。这两只麝牛命名为米尔顿（Milton）和玛蒂尔达（Matilda）。在这两头麝牛去世以后，1988年又有一对麝牛科尤克（Koyuk）和泰娜（Tanana）来到中国，作为两国友好的表示。